# Vozovna Strašnice
Vozovna Strašnice je jedna z osmi dnes funkčních tramvajových vozoven provozovaných Dopravním podnikem hlavního města Prahy.

## Historie a dnešní využití

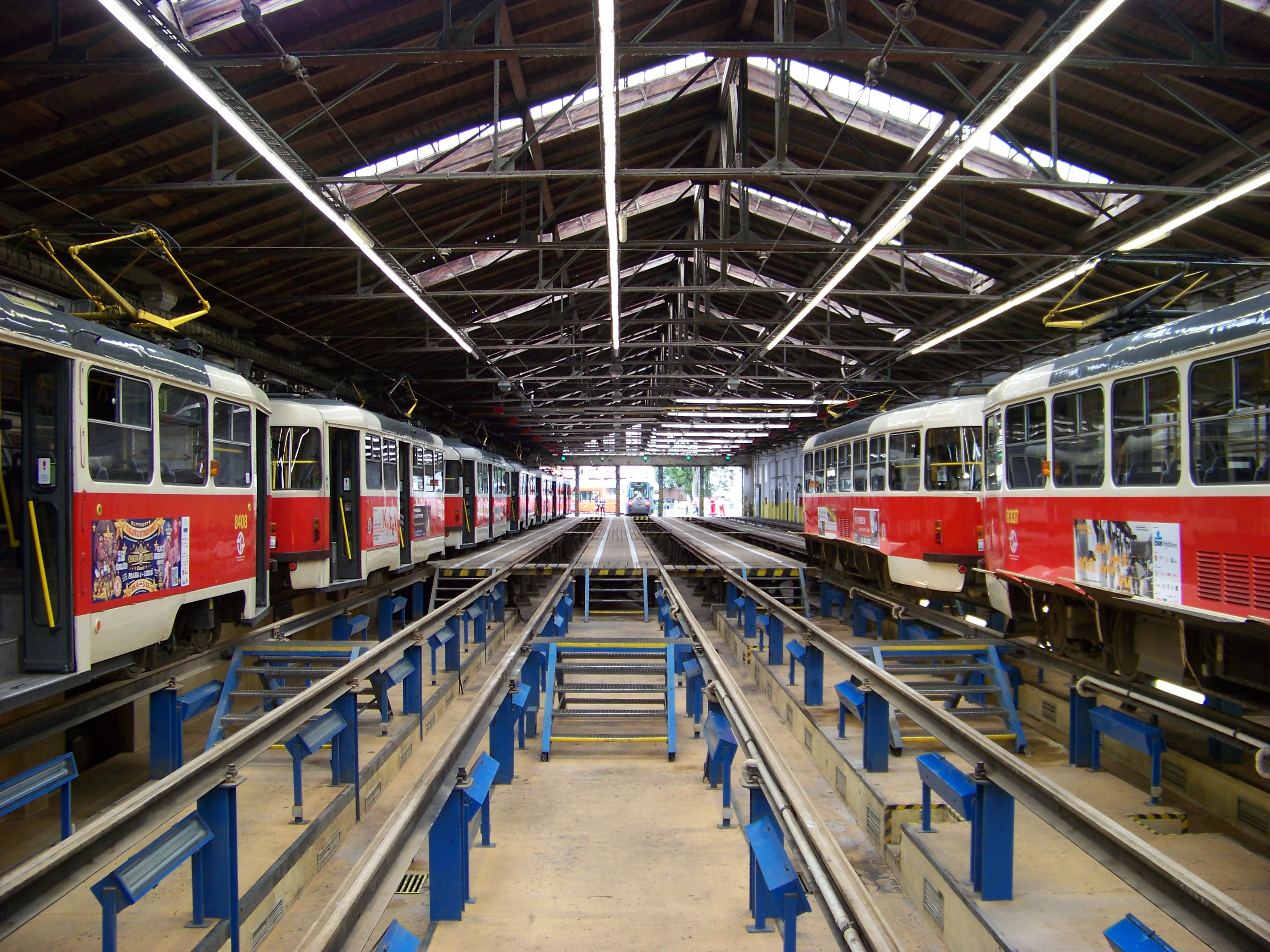
Tramvaje v hale strašnické vozovny

Strašnická vozovna zahájila provoz 8. října 1908 a je tak nejstarší dosud provozovanou tramvajovou vozovnou v Praze. Tehdy měla tři lodi po pěti kolejích a kapacitu 90 vozů. V roce 1920 tu byla postavena první objízdná kolej v pražských vozovnách, roku 1928 zde pak vznikla měnírna.
Mezi lety 1929 až 1933 proběhla rekonstrukce vozovny, původní dřevěné budovy byly zbourány a nahrazeny cihlovými, přidána byla i čtvrtá loď a zrušena byla již zmíněná objízdná kolej. V 50. letech 20. století se kapacita vozovny o něco snížila, vzhledem k její další přestavbě pro potřeby modernějších širších vozů typu T.
Začátkem 70. let proběhla další rekonstrukce vozovny a byla dokončena přestavba kolejiště, zahájená již 1964, při které byla obnovena objízdná kolej.
V současné době (březen 2025) vozovna vypravuje 69 vozů Tatra T3R.P, 30 vozů Tatra T3R.PV, 33 vozů Tatra T3R.PLF, 9 vozů Tatra KT8D5R.N2P a jeden pracovní vůz Tatra T3M.